# 自然葬
自然葬 （しぜんそう）とは、葬送の方式のうち、従来の形式の墓や骨壺でなく遺骨や遺灰を自然の循環の中に回帰させようとする葬送の方法

## 概念
日本においてかつては、「自然葬」といえば遺骨を粉砕し散骨することを指すことが多かったが、土葬の一種として骨壷を用いず直接土中へ遺骨を埋葬する（または土に返る骨壷を使う）方式も含めて自然葬と呼ぶようになってきている。このような「自然葬」が増えてきた原因のひとつとして、核家族化や少子化によりこれまでの家系を重んじた墓の管理体制が維持できなくなってきていることが考えられる。
もともと、「自然葬」という言葉は民俗学者五来重が提唱した、人の手があまりかかっていない葬法を指した概念だった。
その後、市民運動団体の「葬送の自由をすすめる会」（本部・東京、安田睦彦会長）が1991年2月、発足にあたって起草した「会結成の趣旨」の中で、本来の文脈とは無関係に使われた。
マスコミを通じて流布された「自然葬」には社会的な反響があり、1995年には「大辞林」第2版が、1998年には「広辞苑」第5版が収録するなど、代表的国語辞典にも載る一般的な日本語になった。
なお、「自然葬」にはNatural Burialの訳があてられることがある。イギリスでは1993年にカーライル市営墓地でWoodland Burialと呼ばれる葬送方法が生み出され、これがNatural Burialと呼ばれるようになり、イギリスのほか、北米、ニュージーランド、オーストラリア、ドイツ、韓国などに普及した。日本での自然葬と欧米での自然葬運動はそれぞれ直接的な影響を受けずに成立したものである。

## 散骨
火葬という葬法は一般に、遺体を荼毘に付す第一次葬と焼骨の処理の第二次葬からなるが、第二次葬は社会文化的背景から国により違いがみられる。

### 欧米
欧米では火葬の場合、焼骨を土中に直接埋葬したり決められた海域で散骨することが一般的である。

### 日本
日本では明治時代以降に焼骨を家墓に納める方法が普及し一般的な葬送方法となった。
1948年（昭和23年）に制定された「墓地、埋葬等に関する法律」で「埋葬又は焼骨の埋蔵は、墓地以外の区域に、これを行ってはならない」と規定され、また刑法の「遺骨遺棄罪」の規定もあって、戦後は長く、散骨は一般的には違法行為と受け止められていた。
1991年10月、神奈川県の相模灘沖で「葬送の自由をすすめる会」が行った第1回自然葬は、こうした社会的な通念を破る「葬送の自由」元年の行為となった。
同会は会結成の主旨で「遺灰を海・山にまく散灰は、それが節度ある方法で行われるならば法律に触れることはありません」「私たちは先入観とならわしに縛られて自ら葬送の自由を失っている」と主張した。第1回の自然葬のあと、法務省は「葬送の一つとして節度をもって行われる限り、遺骨遺棄罪には当たらない」、厚生省（当時）は「墓埋法はもともと土葬を問題にしていて、遺灰を海や山にまくといった葬法は想定しておらず、対象外である。だからこの法律は自然葬を禁ずる規定ではない」と、それぞれ新聞の取材に対して、あたかも同会の考えを追認する見解を示したかのような報道がなされた（詳細については記事「散骨」の墓地、埋葬等に関する日本の法律との関係及び刑法190条との関係を参照）。
「葬送の自由をすすめる会」は、その後、全国に12支部、会員1万2千人の組織になり、15年後の2006年8月現在で、北海道から沖縄まで、海や山などで1137回の自然葬を行い、1945人を自然に還している。ただし、1998年以降は毎年100回前後、200名弱の推移にとどまっていることから、後述の「社会的な合意の輪を広げ」という点では疑問が残る（『生活と環境』（2007年3月号）財団法人日本環境衛生センター）。
運動がすすむにつれ、「葬送の自由」という考え方も「自然葬」も社会的な合意の輪を広げ、日本消費者協会の葬儀に関するアンケート調査（2003年9月）では、自然葬について「できれば自分はそうしたい」が10.1%、「故人の希望ならそうする」が26.9%、「法律的に問題なければそうしたい」が7.8%、「一部の遺灰なら」が11%で、55.8%が肯定的な回答をし、「自分は墓地に葬ってほしい」の25.2%を大きく上回っている（ただし、ここで調査の対象になったのは、「（調査当時）過去3年間の間に葬儀の経験のあった335名」と極めて限定されたものであることや、自然葬に関する質問についてもかなり「誘導的」な設定～「故人が生前に希望しており、身内からの反対もなく、法的に問題がないとするなら」というような説明が付記された上でなされたものであることに留意を要する。

## 樹木葬
自然志向を持つ自然葬の一種に樹木葬という形式がある。主に環境問題の観点から墓石を使用しない樹木葬は世界的に広がりつつあるが、その背景は国によって違いがある。

### 欧米
イギリスでは1991年にnatural death centreが設立されたが、この団体では推奨する樹木葬の方法として、エンバーミングをしないこと、土葬とすること、棺は土で分解するものにすること、墓標を立てたり伐採や整地をしないことを定めている。

### 日本
日本の樹木葬は火葬した遺骨を、骨壷あるいは土に還す方法で、散骨とは異なり墓地として認可された場所において行われている。

## 自然葬に対する考え方
- 1985年に死去した英文学者の中野好夫は生前、「できれば墓などつくらず、どこかにさっとまいて、それで一切終わりということにしてもらえば」と周囲にもらしていたが、そのときは、周囲の反対で願いは実らなかった。
- 1987年に俳優の石原裕次郎が亡くなったとき、作家である兄の石原慎太郎は「遺灰を好きな海に返してやりたい」といった。そのときは、周囲の反対で願いは実らなかった。
- 1990年、ライシャワー元駐日米国大使の遺灰が、遺言にしたがって太平洋にまかれたことが話題になった。世界的には、インドのネール首相、中国の周恩来首相、フランスの俳優ジャン・ギャバンらの著名人の遺灰も海や林野にまかれ、外国では遺灰を自然に還すことは自由に行われていた（「散骨#散骨をめぐる問題」を参照。すべての国で是認されている訳ではなく、各々の国と地域における実情を個別に確認することが求められる）。